# Château du Blochmont
Le château du Blochmont est un château fort en ruines situé sur le territoire de la commune de Kiffis, dans le Haut-Rhin.

## Histoire
La première mention du château date de 1271, quand Ulrich de Ferrette le reçoit en fief oblat de l’évêque de Bâle, c’est-à-dire qu’il en cède la propriété à l’évêché, qui le lui remet immédiatement en fief. Celui-ci passe ensuite dès 1282 à la famille d’Eptingen.
Les Eptingen conservent le château dans les siècles qui suivent. Bien qu’il n’y ait pas d’information à ce sujet dans les documents, il est très probablement endommagé lors du séisme de Bâle de 1356. Son détenteur au milieu du XVe siècle, Hermann d’Eptingen, s’attaque à la ville de Bâle, ce qui entraîne le siège du château qui est pris et détruit en 1449. Les Eptingen le reconstruisent toutefois et le conservent jusqu’en 1529, date à laquelle il est vendu aux Habsbourg. Encore occupé en 1548, il doit avoir été abandonné pu de temps après, car il signalé comme en étant en ruines en 1551